# 権限移譲式

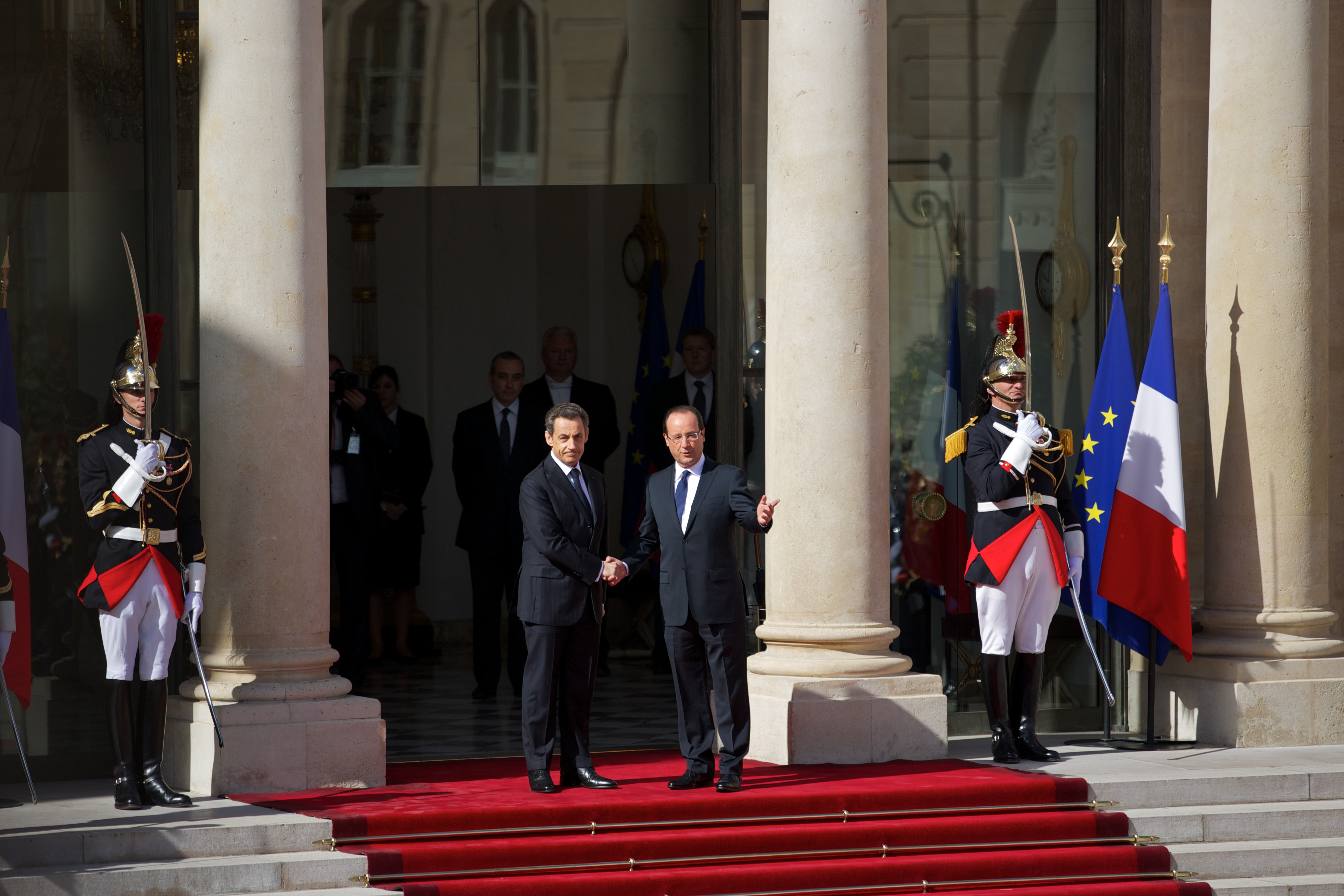
2012年5月15日、エリゼ宮にて行われたニコラ・サルコジ（第6代）からフランソワ・オランド（第7代）への権限移譲式。

権限移譲式（けんげんいじょうしき、フランス語: investiture du président de la République française）は、フランス第五共和政における大統領就任式。

## 概要

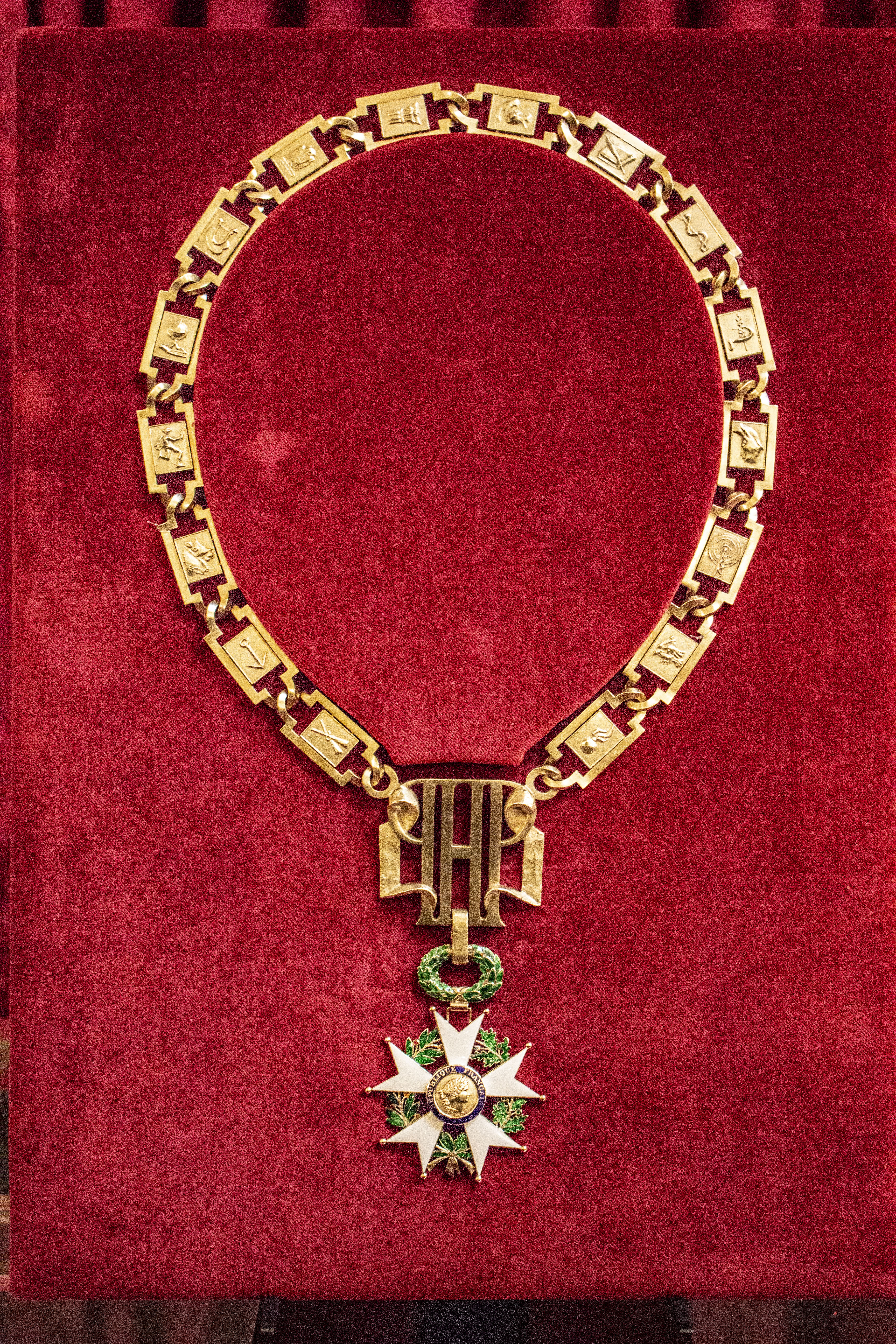
大統領に授与されるレジオンドヌール勲章頸飾

フランス語の"investiture"には「授与」の意味があり、新しい大統領の就任を内外に宣明するという儀礼的要素より、前大統領からの業務の引き継ぎに重点が置かれることから「権限移譲式」と呼ばれる。
新大統領はエリゼ宮に赴き、前大統領と非公開の会談をする。このときに大統領の職務の引き継ぎと、国家機密の伝達、さらに核兵器起動用の暗号（いわゆる「核のボタン」）の引き渡しが行われる。これら実際的な大統領職の継承が行われた後に、大統領宣誓式という、新大統領の誕生を宣明するための儀礼的要素の強い式典が公開で行われる。エリゼ宮の祝典の間に招かれた新大統領は、憲法裁判所長官による大統領選挙の結果の読み上げによる「大統領であることの正当性」を改めて宣言されたのち、大統領就任に関する文書に署名する。その後、新大統領にはレジオンドヌール勲章の最高等級である頸飾が授与され、フランスの最高権力者の権威を身にまとう。これによって新大統領は、名実ともに大統領となり、ここで大統領としての最初の演説が行われる。
これらエリゼ宮での儀式が終えるとエトワール凱旋門の無名戦士の墓地にむかい、フランスのために身命をささげた先人に敬意を表したあと、パリ市街をパレードする。パレードで使われる車両は代々、シトロエンが提供している。
大統領の権限移譲式が終わると、大統領が新首相を指名し、首相府のあるマチニョン館（w:Hôtel Matignon）でも同様に権限移譲式が執り行われる。

## 起源
現在の権限移譲式が行われるようになったのは、1959年に第四共和政の最後の大統領ルネ・コティから第五共和政最初の大統領シャルル・ド・ゴールに大統領職が継承されたときからである。